# غاف أحمر الأزهار
غاف أحمر الأزهار[بحاجة لمصدر] (الاسم العلمي:Prosopis rubriflora) هي نوع من النباتات يتبع جنس الغاف من الفصيلة البقولية.